# レッツ!VOICE
『レッツ!VOICE』（レッツ ヴォイス）は、1979年11月4日から1981年5月24日までテレビ朝日で放送されていたトーク番組である。SONYの一社提供。放送時間は毎週日曜 18:30 - 19:00 （日本標準時）。

## 概要
中学生と高校生が企画段階から参加していた番組で、彼らが自らが作ったコーナーで本音を表現するという趣旨のもと、若者たちが何を考え、何に関心を持っているのかをリアルに映し出していた。初回のテーマは「ロック即非行(と大人は言う)」だった。